# Djerba
Djerba (جربة Jarbah) is een Tunesisch eiland. Het ligt ten oosten van het vasteland aan de Golf van Gabès in de Middellandse Zee. De hoofdstad van het eiland is Houmt Souk (حومة السوق), dat in het noorden aan de zee ligt. Djerba is het belangrijkste eiland van Tunesië. Djerba ligt met een 7 km lange dam vast aan het vasteland van Tunesië.

## Achtergrond
In de belangrijkste stad van het eiland, Houmt Souk, wonen ongeveer 62.500 mensen (2005). Het eiland heeft een oppervlakte van 514 km², met een lengte van 28 kilometer en een breedte van 22 kilometer.
Djerba is een populaire vakantiebestemming. Het heeft een mild klimaat met veel zon, en een mooie natuur, met veel palmbomen. Verder heeft het eiland mooie stranden. Vooral de noordoostelijke kuststrook heeft lange stranden zoals het Djerba-strand en het Seguia-strand, en zeer veel hotels voor toeristen.
De veerdienst tussen het eiland en het vasteland is zeer regelmatig, in het hoogseizoen gaat er ieder kwartier een veerboot over tussen de plaatsen Jorf en Ajim. Verder bevindt zich een internationaal vliegveld op het eiland, de Luchthaven Djerba-Zarzis.
Veel van de Tunesische tradities zijn op het eiland goed bewaard gebleven, zowel wat ambachten betreft, als qua klederdracht en andere folklore. Natuurlijk is vooral in de toeristengebieden ook veel op toeristen afgestemd.
Er bevinden zich overblijfselen van diverse Romeinse bouwwerken op het eiland, zoals de Romeinse weg bij El-Kantara.

## Tunesische Joden
Het eiland herbergt een van de laatste joodse gemeenschappen in de Arabische wereld alsook een van de oudste synagogen ter wereld, de El-Ghriba synagoge. Daarom wordt Djerba ook wel het Jeruzalem van Noord-Afrika genoemd. El-Ghriba bevindt zich enkele kilometers ten zuidwesten van Houmt Souk. In 2016 leefden er zo'n 1100 joden in Djerba, terwijl er voor de onafhankelijkheid in 1956 meer dan 100.000 joden in Tunesië leefden.

### Aanslagen
Op de synagoge is in 2002 een aanslag gepleegd door leden van al-Qaeda. Daarbij kwamen 21 westerse toeristen om. In 2023 kwamen 4 mensen om bij een schietpartij tijdens de viering van Lag Baomer in de synagoge.